# 柳家喜多八
柳家 喜多八（やなぎや きたはち、1949年10月14日 - 2016年5月17日）は、東京都練馬区出身の落語家。落語協会所属の真打。本名∶林 寬史。出囃子は『梅の栄』、紋は『丸に三ツ柏』。
学習院大学落語研究会出身であったことから、愛称は『殿下』。高座で自らを「柳之宮喜多八殿下」と名乗ることもあった。

## 芸歴
- 1977年2月∶十代目柳家小三治に入門。
- 1978年9月∶前座となる、前座名「小より」。
- 1981年5月∶二ツ目昇進、「小八」と改名。
- 1993年9月∶真打昇進、「喜多八」と改名。

## 経歴
- 1949年10月14日、東京都練馬区生まれ、新宿区百人町育ち[3]。両親ともに小学校教諭という比較的厳格な家庭で育つ。師匠の十代目柳家小三治と同じく親が小学校教諭、育った場所も小三治が柏木、喜多八が百人町と隣町だったこともあり共通点が多かった[4]。

- 1965年4月、イギリスの全寮制名門校イートン・カレッジをモデルとして開校した東京都立秋川高等学校に第1期生として入学。

- 1968年3月、東京都立秋川高等学校を卒業。卒業後は進路を決めあぐねていたが、高校時代の同級生ががんで急死したことをきっかけに、このままではいけないと一念発起。半年ほどの勉強で学習院大学に合格する[5]

- 1970年4月、学習院大学に入学。入学当初は、書道を得意としていたことから書道部に所属していたが、斜め前に落語研究会の部室があり、新入部員が入らずに焦っていた落研の先輩達の口車に乗せられ、そのまま落研に入部したことで落語に目覚める[4]。学生時代はひたすら落語にのめりこんだ。卒業したら好きな落語が続けられなくなるという理由で、2年留年してまで落研に留まり続ける。[6]。いっそのこと噺家になろうと思ったものの、教員である両親の反対もあり、一度は断念する[7]。その際、落語への未練を断とうと所持していた落語関連の書籍等は全て手放してしまった[8]。

- 1976年3月、学習院大学を卒業[9]。卒業後はマックスファクターに入社[10]するが、落語を諦めきれずに3ヶ月ほどで退社[7]。27歳を迎えようとした頃、最初に入門しようとした六代目三遊亭圓生には、高齢を理由に断られてしまった[11]。

- 1977年2月11日、十代目柳家小三治の自宅を訪れ、入門したい旨を伝えると親の職業を訊かれたため「教員です」と答えたところ、自分と同じ境遇だと思ったのか、すんなり入門を許されたと語っている[12]。 初高座は前座見習いの頃、銀座中央会館「小三治独演会」でかけた道灌だった[13]。

- 1978年9月、前座となる。高座名「小より」を名乗る。同日に楽屋入りしたのは落語界の御曹司、林家こぶ平、柳家小太郎の2人だった。[14]当時から、古今亭志ん八と共に上手い前座として目立っていたという[15]。前座の頃は、落研特有のクセが抜けずに苦労したことを自ら明かしている[16]。

- 1981年5月、二ツ目昇進。「小八」に改名。この頃になると「落語協会に上手い二ツ目がいるらしい」と落語芸術協会でも噂になっていたが[17]、前座時代に楽屋にいたところを初代林家三平に小三治と間違われるほど雰囲気や芸風が似ており[18]、喜多八自身は「小三治の影武者」と言われることに悩んでいる時期でもあった。師匠の影を消すために七転八倒し、陰気に見られがちな自身の雰囲気を逆手に取ったことが、後の独自の芸風確立へとつながっていった[19]。

- 1993年9月、真打昇進。「喜多八」に改名。名付け親は、当時、鈴本演芸場の支配人だった富田力[19]。古今亭菊寿、入船亭扇海、柳家はん治、三遊亭若圓歌、三代目入船亭扇蔵、四代目柳亭市馬、柳家さん生、全亭武生、古今亭志ん上と同時の大所帯昇進だった。ここから次第に個性や芸風が確立され、独自の路線を切り開いていくことになる。

- 2014年9月15日、鈴本演芸場で「喜多八 十夜」の公演中、喜多八が「盃の殿様」を演じ終えた直後に緞帳が落下。事故現場となった高座の上にいたが、喜多八・観客ともに怪我はなかった[20][21]。公演5日目の事故だったが、翌日以降も緞帳を上げたまま公演は続行された[22]。

- 2016年4月30日、既に体調が思わしくない中、横浜にぎわい座で「落語教育委員会　柳家喜多八、三遊亭歌武蔵、柳家喬太郎　三人会」に出演。恒例となっている開演時のコントでも気丈に死神役を演じていた。[23]。

- 2016年5月7日、名古屋・今池ガスホールでの「毎日落語会 春風亭一朝・柳家喜多八 二人会」に出演。「鰻の幇間」「たけのこ」の2席を演じた。地方遠征はこの日が最後となった。[24]。

- 2016年5月9日、鈴本演芸場5月上席夜の部でかけた「ぞめき」が生前最後の高座となった[25]。

- 2016年5月17日、がんのため死去[26][27]。66歳没。最期の時が近づき、意識が遠のいて心拍数が低下していく中、出囃子の「梅の栄」をかけると、その音に反応するかのように、心拍数や呼吸数、すべての数値が一気にハネ上がったという。そのまま「梅の栄」を聴きながら、亡くなった。[28]。

- 2016年5月20日、死去の一報が落語協会公式ホームページで公表されると、アクセスが集中し、サーバーダウンにより一時繋がらない事態となった[29][30]。がん闘病中とあって、最晩年はやせ細り、板付きで高座に上がるなどしていたが、寄席や落語会に精力的に出演し続けている最中の急逝であったことから、悲報の衝撃は大きく、逝去が伝えられて間もない寄席の夜席では、ネタ帳を持ったまま舞台に出てきたり、既にかかっていたネタを再びかけようとしたりと、噺家の間でも動揺が見られた[31]。

- 2016年6月28日、演芸情報誌「東京かわら版」は、2016（平成28）年7月号で30ページに及ぶ喜多八追悼特集を組んだ[32]。30ページにわたる特集が組まれたのは、平成24年2月号の立川談志追悼特集以来のことだった。

- 2016年7月11日、如水会館で「柳家喜多八お別れ会」が開かれ[33]、600名を超える参列者が喜多八との別れを惜しんだ[34]。

## 芸風
- 師匠の芸を受け継ぎつつ独自の芸風を確立し[35]、柳派のネタはなんでもこなし、柳派の中堅落語家として玄人筋の評価が高かった。滑稽話も人情噺も器用にこなし、人物描写の細やかさ、独自の高い演出力に定評があった。[36]。

- 持ちネタの総数は260とも言われ[37]、研究熱心、稽古熱心で、古い話や珍しい話の発掘に余念がなく、その姿勢は噺家仲間が舌を巻くほどであった。独自の演出を積極的に取り入れ、晩年まで貪欲に常に新しいネタを増やそうとしていた[38]。TBS落語研究会の追悼回(2016年7月23日放送)で、京須偕充は「新作落語の人ではないが、この人がある種の古典落語の限界を突き破ってくれた。独特の突き破り方だから、誰にも真似できない」と評している。

- 自称・虚弱体質。渋みのある声質ながら、とぼけた雰囲気を持ち、出囃子からけだるい雰囲気で座布団に座り、一見やる気のない枕から、いつの間にか熱演に引き込んで爆笑をさそう独自のスタイルで[39][40]、広瀬和生は「それぞれの噺が持っている面白さのポテンシャルを最大に引き出す演者」と評している[41]。体調を崩し、晩年に近づくにつれて、けだるい演出は少なくなり、話そのもので見せることが増えていった[42]。

- 前座時代から落語芸術協会に所属していた二代目桂小南の元へ通い、稽古をつけてもらっており、「代書屋」「いかけ屋」などを落語協会へ持ち込み、広めている。1983年9月の第25回国立名人会で「代書屋」をかけている記録が残っている[43]。

- 若手を育てることに尽力し、団体や所属の分け隔てなく、頼まれればすぐに誰にでも稽古をつけていた[44]。お互いに正座をし、着物や浴衣を着て稽古する師匠が多い中、教わる側が気を使わないようにと足を崩させ、自身は正座をしてぞろっぺえな姿で稽古をつけていたことが各所で明らかにされている[45][46]。

### ユニット活動
- 入船亭扇遊、瀧川鯉昇と共に1995年から「落語睦会」を開催していた[47]。

- 三遊亭歌武蔵、柳家喬太郎と共に2004年からユニット「落語教育委員会」を結成しており[48]、公演ではコントも披露していた。喜多八亡き後は、新メンバーに三遊亭兼好を迎え、ユニットは現在も継続している。

- 五街道雲助、六代目古今亭志ん橋と共に「く（もすけ）・し（んきょう）・き（たはち）」の頭文字を取り「九識の会」(後に「のれん噺」へ名称変更）を開催していた。

## 人物
- モットーは「清く、気だるく、美しく」。自身の眠る墓石には、生前使用していた手拭と同じ本人の筆跡で、この文字が彫られている[49]。

- 林家正蔵が「フランスのマルセイユにいる乞食みたいな顔の人」と言うように、ダンディで彫りの深い端正な顔立ちであったことから[50]、男性だけでなく女性ファンも多かった。ワザオギから発売されたCD「柳家喜多八１」のジャケットでは、ハンフリー・ボガート風のトレンチコート姿という、落語CDらしからぬ出で立ちを披露しており、一部で話題になった[51]。

- 学習院大学書道部所属だったとあって、書の上手さには定評があり、先輩落語家の真打昇進の際には口上書き、扇子、手拭の袋の宛名書き等を頼まれることが多かった[47]。CD「喜多八膝栗毛」のジャケットタイトルや、同じ学習院大学落語研究会出身の後輩、林家はな平の二ツ目時代の手拭に使用されていた熨斗も喜多八の手によるものである[52]。

- 趣味は「サイクリングに墓参り、宝塚歌劇鑑賞など」。都内近郊の寄席であればどこでも自転車で向かうほどの健脚の持ち主であった[53]。自転車で落語家の墓参りをしたり、落語に関係する所縁の寺院を巡ったり、落語協会の2Fに所蔵されている資料を熱心に調べ上げるなど、勉強熱心だったという[54]。

- 宝塚が好きとあって、かつて谷中全生庵で行われていた落語協会主催の「圓朝まつり」にて、2010年8月8日、本堂の階段を宝塚の大階段に見立て、自らの名をもじって「キタナヅカ歌劇団・永遠(とわ)ちはや」と名乗り[55]、レビューを行った。金色の派手な衣装に身を包み、背には羽をつけ、「すみれの花咲く頃」と「誰かが誰かを愛してる」の2曲を披露している。

- かつて、高田馬場に存在した焼き鳥屋「うどの大木」を行きつけにしており[56]、落語会も開催、「高田馬場のうどの大木に行けば喜多八に会える」と言われていた。ファンブックである「喜多八膝栗毛」では店舗の中、「カレセン―枯れたおじさん専科」では店舗の前で撮影された写真がそれぞれ使用されている。また、店が閉店（2014年11月）直後に収録があった「酒とつまみと男と女」（2014年12月23日放送）では、最初に店の建物の前で閉店を残念がる喜多八の姿を撮影、代わりの店を探す様子が放送されている。

- 乗馬の経験があり[57]、学生時代に乗馬のエキストラで映画に出演したことがある。

- 墓所は東京都港区北青山の善光寺[58]。善光寺主催の落語会に生前よく出演していた。

## 出演

### TV
- 大江戸捜査網 - 第466話（テレビ東京、1982年11月13日）
- 演芸特選(NHK-BS2、1997年6月21日「もぐら泥」)
- 落語研究会
  - 「三味線栗毛」(BS-i、2002年4月20日)
  - 「睨み返し」(BS-i、2002年12月21日)
  - 「幇間のこたつ」(BS-i、2004年12月18日)
  - 「乳房榎(上)」(BS-i、2006年5月27日)
  - 「将棋の殿様」(BS-i、2006年10月28日)
  - 「鈴ヶ森」(BS-i、2008年2月23日)
  - 「付き馬」(BS-TBS、2010年10月30日)
  - 「居残り佐平次」(BS-TBS、2010年10月30日)
  - 「二十四考」(BS-TBS、2010年10月30日)
  - 「煙草好き」(BS-TBS、2011年12月24日)
  - 「鰻の幇間」(BS-TBS、2012年8月31日)
  - 「死神」(BS-TBS、2012年8月31日)
  - 「鼠穴」(BS-TBS、2013年3月1日)
  - 「二番煎じ」(TBS、2015年2月21日)
  - 「五人廻し」(TBSチャンネル1、2015年4月4日)
  - 「らくだ」(TBS、2016年6月19日)
  - 「盃の殿様」(TBSチャンネル1、2016年7月2日)
  - 「明烏」(TBSチャンネル1、2016年7月2日)
- 浅草お茶の間寄席(千葉テレビ)
  - 「小言念仏」(2004年11月22日)
  - 「噺家の夢」(2005年5月23日)
  - 「鈴ヶ森」(2006年5月29日)
  - 「唖の釣」(2006年10月2日)
  - 「たけのこ」(2007年3月5日)
  - 「目黒のさんま」(2007年10月8日)
  - 「替り目」(2008年2月25日)
  - 「いかけや」(2009年7月6日)
  - 「長命」(2013年5月12日)
  - 「三十石船」(2014年3月23日)
  - 「親子酒」(2015年2月8日、2015年8月9日)
  - 「長短」(2015年3月15日)
- 笑いがいちばん(NHK総合)
  - 「鈴ヶ森」(2006年9月17日)
  - 「たけのこ」(2009年3月8日)
- 衛星落語招待席(衛星劇場)
  - 「将棋の殿様」(2006年2月11日)
  - 「盃の殿様」(2012年12月15日)
  - 「やかんなめ」(2015年3月13日)
  - 「落武者～尼狐」(2015年9月1日)
- 柳家喬太郎の粋ダネ!（BS11、2010年4月24日「たけのこ」）
- お好み寄席(NHK-BS2、2010年11月2日「長短」)
- 演芸図鑑(NHK総合)
  - 「小言念仏」(2011年7月17日)
  - 「いかけや」(2012年5月6日)
  - 「粗忽長屋」(2013年6月2日)
  - 「替り目」(2014年4月27日)
  - 「長短」(2015年10月25日)
- 落語家Xの快楽（WOWOW、2012年3月30日「一つ穴」、伊武雅刀への落語指導「笠碁」)
- 柳家喬太郎のようこそ芸賓館（BS11）
  - 「噺家の夢」(2012年4月17日)
  - 「鈴ヶ森」(2014年4月15日・22日・29日)
  - 「明烏」(2015年1月6日・13日・20日)
  - 「やかんなめ」(2015年12月1日)[59][60]
- 東京スカイ座 一朝一席(TOKYO MX、2013年4月7日「うどん屋」)
- 落語小僧(BSフジ、2014年9月14日「だくだく」)
- 落語デイズ(TOKYO MX2、2014年4月20日「片棒」)
- 酒とつまみと男と女（BSジャパン、2014年12月23日）

### ラジオ
- 真打ち競演(NHKラジオ第1）
  - 「小言念仏」(1997年3月7日）
  - 「かんしゃく」(2002年9月22日）
  - 「代書屋」(2005年5月10日）
  - 「やかんなめ」(2007年2月13日）
  - 「あくび指南」(2007年11月27日）
  - 「いかけ屋」(2008年12月8日）
  - 「小言念仏」(2009年11月30日）
  - 「旅行日記」(2010年12月13日）
  - 「へっつい幽霊」(2011年8月6日)
  - 「噺家の夢」(2012年10月20日)
  - 「粗忽の釘」(2013年12月21日)
  - 「やかんなめ」(2015年1月24日)
  - 「目黒のさんま」(2015年11月7日)
- ラジオ寄席(TBSラジオ、2003年11月2日「あくび指南」)
- ラジオ深夜便(NHK-FM、NHKラジオ第1）
  - 「たけのこ」(2009年4月29日)
  - 「鈴ヶ森」(2009年7月29日)
  - 「たけのこ」(2011年4月27日)
- 落語らいぶ2009(NHKラジオ第1、2009年5月4日「やかんなめ」)
- 荒川強啓 デイ・キャッチ!「メキキの聞き耳」(TBSラジオ、2009年10月21日)　※出演時に録音されたタイトルコールが、その後も番組内で使用された。
- 大正製薬天下たい平!落語はやおき亭(文化放送、2013年7月7日「長短」)

### 映画
- 小三治（2009年、ドキュメンタリー映画『小三治』上映委員会＝オフィス・シマ/ヒポコミュニケーションズ）

### CD
- 『CD 柳家喜多八 1』1.二番煎じ　2.将棋の殿様（ワザオギ、2006年4月）
- 『CD 柳家喜多八 2』1.五人廻し　2.粗忽の釘（ワザオギ、2006年4月）
- 『喜多八膝栗毛　近日息子／文七元結』（日本コロムビア、2010年7月）
- 『喜多八膝栗毛　棒鱈／千両みかん』（日本コロムビア、2010年7月）
- 『喜多八膝栗毛　明烏／目黒のさんま／たけのこ』（日本コロムビア、2011年3月）
- 『喜多八膝栗毛　子別れ／おすわどん』（日本コロムビア、2012年11月）
- 『喜多八膝栗毛　だくだく／小言念仏／猫の災難』（日本コロムビア、2014年5月）
- 『喜多八膝栗毛　噺家の夢／やかんなめ／お直し』（日本コロムビア、2016年2月）
- 『喜多八膝栗毛　特選名演集』（日本コロムビア、2017年5月）
- 『三田落語会 発売記念CD BOX　Disc-3　柳家喜多八　鰻の幇間／百川』（avex trax、2013年12月）
- 『毎日新聞落語会名演集 第弐集』（ソニーミュージックダイレクト、2018年4月）「おすわどん」「ぞめき」所収
- 『おとなのたしなみ 落語編』（日本コロムビア、2019年4月）　「目黒のさんま」所収
- 『ウォークマンSシリーズ「落語三昧200席」』(ソニーミュージックダイレクト、2019年2月）「ぞめき」所収

### DVD
- 『ワザオギ落語会 Vol.3　柳家喜多八 あくび指南』（落語のワザオギ2007年12月）
- 『本格 本寸法 ビクター落語会 柳家喜多八 其の壱　だくだく／らくだ』（ビクターエンタテインメント、2007年11月）
- 『本格 本寸法 ビクター落語会 柳家喜多八 其の弐　五人廻し／居残り佐平次』（ビクターエンタテインメント、2007年11月）
- 『本格 本寸法 ビクター落語会 柳家喜多八 其の参　ぞめき／死神』（ビクターエンタテインメント、2008年5月）
- 『落語百選ＤＶＤコレクション アンコール 二十選 1　らくだ』（デアゴスティーニ、2010年10月12日号）

### ダウンロード配信
iTunes 三田落語会〜これぞ本寸法！〜
- その 2  「明烏」「長短」（2009年4月25日収録）
- その14 「棒鱈」「いかけ屋」（2009年12月5日収録）
- その24 「かんしゃく」「鰻の幇間」（2010年6月26日収録）
- その37 「笠碁」「へっつい幽霊」（2011年6月25日収録）
- その41 「短命」「船徳」（2011年8月27日収録）
- その46 「味噌蔵」「夢の酒」（2011年12月17日収録）
- その55 「二番煎じ」「噺家の夢」（2012年10月27日収録）
- その59 「黄金の大黒」「うどん屋」（2012年12月15日収録）
- その64 「鈴ヶ森」「百川」（2013年4月20日収録）
- その76 「ねずみ穴」「三十石船」（2014年2月22日収録）
- その90 「七度狐」「親子酒」（2014年12月20日収録）
- その96 「船徳」「大工調べ」（2015年6月27日収録）
- その103「寝床」「首提灯」（2015年10月24日）
- その111「 居残り佐平次」「 愛宕山」（2016年4月23日収録）

ラジオデイズ
- 「青菜」（文鳥舎・2007年8月14日収録）
- 「明烏」（文鳥舎・2007年3月13日収録）
- 「いかけ屋」（コア石響・2008年1月19日収録）
- 「井戸の茶碗」（文鳥舎・2007年4月10日収録）
- 「居残り左平次」（文鳥舎・2007年7月10日収録）
- 「鰻の幇間」（お江戸日本橋亭・2009年11月17日収録）
- 「厩火事」（文鳥舎・2007年7月10日収録）
- 「火事息子」（鳥越落語会・2008年11月18日収録）
- 「片棒（落語随談付き）」（文鳥舎・2007年2月17日収録）
- 「がまの油」（文鳥舎・2007年8月14日収録）
- 「禁酒番屋」（文鳥舎・2007年11月13日収録）
- 「近日息子」（コア石響・2008年1月19日収録）
- 「黄金の大黒」（文鳥舎2007年6月12日収録）
- 「熊の皮」（毘沙門天善国寺・2008年2月9日収録）
- 「盃の殿様」（お江戸日本橋亭・2009年11月17日収録）
- 「死神」（文鳥舎・2007年9月11日収録）
- 「将棋の殿様」（新宿住友ホール・2008年10月21日収録）
- 「鈴ヶ森」（文鳥舎・2007年12月11日収録）
- 「粗忽長屋」（文鳥舎・2007年10月9日収録）
- 「粗忽の釘」（Again・2007年5月18日収録）
- 「幇間の炬燵」（毘沙門天善国寺・2008年2月9日収録）
- 「二十四孝」（文鳥舎・2007年6月12日収録）
- 「睨み返し」（文鳥舎・2007年12月11日収録）
- 「噺家の夢」（文鳥舎・2007年2月17日収録）
- 「船徳」（文鳥舎・2007年5月8日収録）
- 「仏の遊び」（文鳥舎・2007年8月14日収録）
- 「目黒のさんま」（お江戸日本橋亭・2007年10月2日収録）
- 「もぐら泥」（文鳥舎・2007年3月13日収録）
- 「百川」（横浜にぎわい座・2009年5月7日収録）
- 「ラブレター」（お江戸日本橋亭・2010年10月8日収録）

## 著書
- 『落語教育委員会』（東京書籍、2012年8月）- 三遊亭歌武蔵、柳家喬太郎との鼎談
- 『柳家喜多八膝栗毛』(まむかいブックスギャラリー、2013年12月）- 柳家喜多八 制作協力、五十嵐秋子(東京音協）[61][62]編

### 関連書籍
- 『落語うんちく学-噺家たちの夢芝居-』古谷三敏 著（廣済堂出版、1985年９月）-著者によるコラム及び二つ目時代のインタビューを掲載
- 『噺家カミサン繁盛記』郡山和世 著（文藝春秋、1990年11月）-師匠小三治のおかみさんによるエッセイ
- 『師匠噺』浜美雪 著（河出書房新社、2007年4月） - 師匠小三治に関するインタビューを掲載
- 『カレセン―枯れたおじさん専科』(アスペクト、2008年1月)-インタビューを掲載
- 『青い空、白い雲、しゅーっという落語』堀井憲一郎 著（双葉社、2009年1月） - 著者によるコラム及びインタビューを掲載
- 『二八人二八演』三遊亭円龍 著（バジリコ、2013年5月）- 「柳家喜多八の将棋の殿様」所収。
- 雑誌『東京かわら版』 （東京かわら版）巻頭インタビュー 1993年8月号、2006年6月号、2015年11月号、追悼特集 2016年7月号
- 雑誌『落語ファン倶楽部』（白夜書房）vol.15 (2012年1月）特集「柳家のすべて」p49～55、p107
- 『鯉のぼりの御利益』瀧川鯉昇著（東京かわら版新書、2016年7月）p208～209，p248
- 『柳家小三治自伝　どこからお話しましょうか』柳家小三治著（岩波書店、2019年12月）- 「十五（章）、弟子たち」（p201～206）に、喜多八と小八に関する言及がある。
- 『これやこの サンキュータツオ随筆集』サンキュータツオ著（KADOKAWA、2020年6月） -冒頭エッセイ「これやこの」で、渋谷らくごでの喜多八について書かれている。
- 『昭和の名人 この一席』稲田和浩著（教育評論社、2021年6月）p255～260

## 弟子
- 柳家ろべえ - 喜多八死後十代目柳家小三治門下へ